# Musgrave Ranges
Musgrave Ranges är en bergskedja i nordvästra Australien, uppbyggd av gnejs, granit och diorit. 
Musgrave Ranges når i sin högsta punkt Mount Woodroffe i South Australia 1 594 meter över havet. Musgrave Ranges upptäcktes 1873.
Omgivningarna runt Musgrave Ranges är i huvudsak ett öppet busklandskap. Trakten runt Musgrave Ranges är nära nog obefolkad, med mindre än två invånare per kvadratkilometer.